# 金銅如来坐像
『金銅如来坐像』（こんどうにょらいざぞう）は、 1959年にソウル纛島で出土した朝鮮の三国時代初期の仏像である。仏像が初めて製作された当時の姿を示す貴重資料である。中国から輸入された仏像とみる説と、中国の仏像を模倣して朝鮮で制作した仏像とみる説があり、また国内制作説も百済の仏像説、高句麗の仏像説がある。国立中央博物館が所蔵している。

## 解題
四角形の台座正面左右に獅子を非写実的に刻んだ台座様式はインドのガンダーラ美術に起源をもつ4世紀の中国の仏像で大流行した台座様式である。
金銅如来坐像は、出土物が残っていない4世紀末から5世紀末頃の朝鮮初期の仏像様式の断面を教えてくれる貴重資料であり、仏像様式から分析すると、400年頃の中国東北部で大流行した禅定印の如来坐像と酷似しているため、中国の仏像という指摘があるが、中国の仏像を模倣して朝鮮で製作された可能性を指摘する意見もある。李裕群は、金銅如来坐像は高句麗の仏像であるが、5世紀初めに中国東北部で製作されたものと主張しており、金元龍も、金銅如来坐像は中国から舶載した可能性が非常に高いと主張している。一方、王飛峰は、金銅如来坐像の出土地周囲はいずれも百済墓制・遺跡が位置し、高句麗遺跡・遺物は発見されていないため、金銅如来坐像は高句麗の仏像ではないと指摘している。